# Matthias Hinrichsen
Matthias Hinrichsen (* 26. März 1983 in Schleswig) ist ein ehemaliger deutscher Handballspieler, der mehrere Spielzeiten in der 2. Bundesliga aktiv war. Aktuell ist er als Trainer bei der HSG Eider Harde tätig.

## Karriere
Hinrichsen begann das Handballspielen bei der SG Friedrichsberg-Hüsby-06. Im Jahre 1999 schloss er sich der HSG Tarp-Wanderup an. Als A-Jugendlicher gehörte Hinrichsen dem Kader der 1. Herrenmannschaft an, die damals in der 2. Bundesliga spielte und später in die Regionalliga abstieg. Im Sommer 2005 wechselte der Rückraumspieler zum Ligarivalen DHK Flensborg. Nach nur einer Saison wechselte der Rechtshänder zum Regionalligisten VfL Bad Schwartau. Mit dem VfL stieg Hinrichsen 2008 in die 2. Bundesliga auf. Weiterhin zog der Mannschaftskapitän des VfLs 2010 und 2011 in das Viertelfinale des DHB-Pokals ein. In der Saison 2013/14 lief er bis zum Rückzug der Mannschaft wieder für die HSG Tarp-Wanderup auf. In der Saison 2014/15 trainierte Hinrichsen die Männermannschaft der HSG, die in der Schleswig-Holstein-Liga antrat. Am 2. Oktober 2014 kehrte er für sechs Wochen in den Kader vom VfL Bad Schwartau zurück, der mehrere verletzungsbedingte Ausfälle im Rückraum zu beklagen hatte. Am 21. Dezember 2014 bestritt Hinrichsen das letzte Spiel für den VfL, für den er in diesem Zeitraum acht Treffer in acht Ligaspielen erzielte.
Im Sommer 2015 schloss sich Hinrichsen dem Drittligisten DHK Flensborg an, wo er als Spieler sowie als Co-Trainer tätig war. Ein Jahr später übernahm er das Traineramt des SH-Ligisten HSG Eider Harde. 2018 stieg Eider Harde unter seiner Leitung in die Oberliga auf. 2020 führte er die HSG Eider Harde durch den Gewinn der Oberligameisterschaft in die 3. Liga. 2022 trat er mit der Mannschaft den Gang in die Oberliga an. In der Saison 2022/23 gewann Eider Harde die Oberligameisterschaft und kehrte in die 3. Liga zurück.